# سیارک ۸۰۸۰
سیارک ۸۰۸۰ (به انگلیسی: 8080 Intel، نامگذاری:1987WU2) هشت هزار و هشتادمین سیارک کشف شده‌است که در ۱۷ نوامبر ۱۹۸۷ کشف شد.
قدر مطلق سیارک برابر ۱۳٫۰۰ است.